# Заздоровниця
«Заздоровниця» (словен. Zdravljica) — поема, яку написав 1844 року засновник нової словенської літератури, поет-романтик Франце Прешерн.

## Історія написання
Поему написано як поетову реакцію на псевдопатріотичний галас з приводу відвідин Любляни цісарем Фердинандом І та на написану з цього приводу оду «Словенія цісарю Фердинанду» (словен. Slovenja Caru Ferdinandu) Янеза Весела. Прешерн мав намір помістити «Заздоровницю» у своїй збірці поезій, проте цензура викреслила четверту строфу поеми. Після цього Прешерен вніс певні корективи в текст, щоб поема все-таки була видана, проте вона знову була заборонена цензурою. Спотворений таким чином твір Прешерн зовсім вилучив зі своєї збірки й опублікував лише після революції 1848 року, яка усунула цензуру, спочатку 26 квітня 1848 року в «Селянській та ремісницькій газеті», а згодом — у 5 випуску «Кранської бджілки».

## Текст поеми
| Оригінал 1. Prijatlji, obrodile so trte vince nam sladkó, ki nam oživlja žile, srcé razjásni in oko, ki utopi vse skrbi, v potrtih prsih up budi! 2. Komú narpred veselo zdravljico, bratje! č'mò zapet'! Bog našo nam deželo, Bog živi ves slovenski svet, brate vse, kar nas je sinóv slovenske matere! 3. V sovražnike 'z oblakov rodu naj naš'ga treši gróm; prost, ko je bil očakov, naprej naj bo Slovencov dom; naj zdrobé njih roké si spone, ki jih še težé! 4. Edinost, sreča, sprava k nam naj nazaj se vrnejo; otrók, kar ima Slava, vsi naj si v róke sežejo, de oblast in z njo čast, ko préd, spet naša boste last! 5. Bog žívi vas Slovenke, prelepe, žlahtne rožice; ni take je mladenke, ko naše je krvi dekle; naj sinóv zarod nov iz vas bo strah sovražnikov! 6. Mladenči, zdaj se pije zdravljica vaša, vi naš up; ljubezni domačije noben naj vam ne usmŕti strup; ker zdaj vás kakor nas, jo sŕčno bránit' kliče čas! 7. Živé naj vsi naródi, ki hrepené dočakat' dan, ko, koder sonce hodi, prepir iz svéta bo pregnan, ko rojak prost bo vsak, ne vrag, le sosed bo mejak! 8. Nazadnje še, prijatlji, kozarce zase vzdignimo, ki smo zato se zbrat'li, ker dobro v srcu mislimo; dókaj dni naj živí vsak, kar nas dobrih je ljudi! 9. Ljubezni sladke spone naj vežejo vas na naš rod, v njim sklépajte zakone, de nikdar več naprej od tod hčer sinov zarod nov ne bo pajdaš sovražnikov! Bog naj vse, kar nas je, živi tovarše združene! | Переклад 1. Гей, товариство миле, Вино солодке знов кипить Що оживляє жили, Що зір і серце веселить; Нам дано Те вино Аби зневіра йшла на дно! 2. За кого першу чашу, Братове, нам підняти слід? За рідну землю нашу, За рідний наш слов'янський світ, За братів Цей наш спів — Синів преславних матерів! 3. На ворога зусюди Хай упаде покари грім, Хай знову вільним буде, Як за дідів, словенський дім. Нам розбить, Розтрощить Гніт, що над нами ще тяжить! 4. Хай чесні, добрі справи До гурту нас усіх зведуть, І вірні діти Слави На щастя руки подадуть, Щоб знайшов Лиш любов Для брата кожен в серці знов. 5. Словенки наші юні, Квітуйте, наче пишний цвіт. То ж вами, о красуні, Словенський здавна славен рід; Нам синів Як орлів Зродіть на пострах ворогів! 6. За вас, юнаки, нині Цей келих вип'ємо до дна, Щоб рідній батьківщині Життя ви оддали сповна, Бо ж і вас, Як і нас, Край боронити кличе час. 7. Хай всі живуть народи, Що прагнуть сонячного дня. Ми діждемося згоди, І щезуть чвари та гризня, Щоб дзвенів Братній спів З-поза кордонів-рубежів. 8. Нарешті, любі друзі, За себе випить нам пора — Ми в братньому союзі Для щастя, радості й добра. Слава ж тим, Хто ясним Із нами помислом одним! |

Курсивом виділено строфу, переклад якої відсутній.

## Значення
Текст сьомої строфи, покладеної на музику Станко Премрлу, було затверджено як гімн Словенії 27 вересня 1989 року.